# Ренн-3 (кантон)
Ренн-3 (фр. Rennes-3) — кантон во Франции, находится в регионе Бретань, департамент Иль и Вилен. Входит в состав округа Ренн.

## История
Кантон образован в результате реформы 2015 года.

## Состав кантона
В состав кантона входят коммуны (население по данным Национального института статистики за 2018 г.):
- Ренн (33 359 чел., юго-восточные и южные кварталы)
- Шантепи (10 458 чел.)

## Политика
С 2021 года кантон в Совете департамента Иль и Вилен представляют адвокат Жанна Ларю (Jeanne Larue) и предприниматель Николя Перрен (Nicolas Perrin) (оба — Европа Экология Зелёные).
|                | Кандидаты                          | Партия                   | Первый тур | Первый тур     | Второй тур | Второй тур |
| Кол-во голосов | Кандидаты                          | Партия                   | % голосов  | Кол-во голосов | % голосов  |            |
| -------------- | ---------------------------------- | ------------------------ | ---------- | -------------- | ---------- | ---------- |
|                | Жанна Ларю Николя Перрен           | Европа Экология Зелёные  | 2 580      | 30,19          | 4 033      | 51,98      |
|                | Беатрис Акни-Робен Фредерик Бурсье | Социалистическая партия  | 2 601      | 30,44          | 3 726      | 48,02      |
|                | Николя Бушер Изабель Обо           | Демократическое движение | 1 443      | 16,89          |            |            |
|                | Стефани Кадью Жюльен Массон        | Национальное объединение | 1 000      | 11,70          |            |            |
|                | Тони Данило Анн Реминьяк           | Непокорённая Франция     | 596        | 6,97           |            |            |
|                | Аннаиг Дуар Дидье Рику             | Крайне левые             | 233        | 2,73           |            |            |
|                | Софья Бен Ласен Камель Элайяр      | Прочие                   | 92         | 1,08           |            |            |

|                | Кандидаты                          | Партия                  | Первый тур | Первый тур     | Второй тур | Второй тур |
| Кол-во голосов | Кандидаты                          | Партия                  | % голосов  | Кол-во голосов | % голосов  |            |
| -------------- | ---------------------------------- | ----------------------- | ---------- | -------------- | ---------- | ---------- |
|                | Беатрис Акни-Робен Фредерик Бурсье | Социалистическая партия | 4 652      | 37,01          | 7 011      | 61,77      |
|                | Жослин Денсе Ив Пель               | Разные правые           | 2 861      | 22,76          | 4 340      | 38,23      |
|                | Лоранс Ле Галь Эмерик Сальмон      | Национальный фронт      | 1 937      | 15,41          |            |            |
|                | Самира Жебли Абдеррафик Шаркауи    | Европа Экология Зелёные | 1 179      | 9,38           |            |            |
|                | Ванесса Жандрен Жак Пеншар         | Разные левые            | 869        | 6,91           |            |            |
|                | Анн Реминьяк Геноле Фурне          | Левый фронт             | 829        | 6,60           |            |            |
|                | Нил Кауисен Валери Кусине          | Прочие                  | 243        | 1,93           |            |            |